# Heteraprium inversum
Heteraprium inversum är en insektsart som först beskrevs av Brunner von Wattenwyl 1895.  Heteraprium inversum ingår i släktet Heteraprium och familjen vårtbitare. Inga underarter finns listade i Catalogue of Life.